# La Nef des fous (film, 1965)
Pour les articles homonymes, voir La Nef des fous et Ship of Fools (homonymie).
Pour plus de détails, voir Fiche technique et Distribution.
La Nef des fous (titre original : Ship of Fools) est un film américain réalisé par Stanley Kramer et sorti en 1965.

## Synopsis
En 1933, un paquebot allemand quitte le port de Veracruz (Mexique) pour gagner l'Europe et débarquer à Brême (Allemagne) après avoir fait escale à Cuba puis à Tenerife. Durant la traversée, ses passagers de classes sociales très diverses, certains en proie à des problèmes existentiels (notamment une divorcée dépressive et vieillissante amoureuse d'un lieutenant de bord), politiques (activistes, nazis et antis) ou sentimentaux (un jeune couple d'artistes amoureux et d'autres plus ou moins illégitimes), vont vivre des drames ou s'affronter idéologiquement alors qu'en Europe des troubles annoncent la Seconde Guerre mondiale.
Un nain joue le rôle du récitant prenant à témoin le spectateur, et sert de confident à chacun. L'animation de la croisière est confiée à une famille de danseurs espagnols avec son numéro de flamenco, le chef de famille Pépé prostituant par ailleurs ses prétendues filles pour les voyageurs en manque de sexe ou d'amour.

## Fiche technique
- Titre original : Ship of Fools
- Titre français : La Nef des fous
- Réalisation : Stanley Kramer
- Scénario : Abby Mann d’après le roman de Katherine Anne Porter, Ship of Fools (1962)
- Décors : Robert Clatworthy
- Costumes : Bill Thomas, Joe King et Jean Louis pour Vivien Leigh[1]
- Photographie : Ernest Laszlo
- Son : James Z. Flaster
- Montage : Robert C. Jones
- Musique : Ernest Gold
- Pays d'origine :  États-Unis
- Langues originales : allemand, anglais, espagnol
- Production : Stanley Kramer
- Société de production : Stanley Kramer Productions[2] (États-Unis)
- Sociétés de distribution[1],[3] :  Columbia Pictures (distributeur d'origine, États-Unis, France, Royaume-Uni), Sony Pictures Television (France), Park Circus Films (France)
- Format : noir et blanc — 1.85:1 — 35 mm — son stéréophonique
- Genre : drame
- Durée : 149 minutes
- Dates de sortie : 
  - États-Unis : 29 juillet 1965
  - France : 1er octobre 1965
- Classifications et visa CNC : mention « tous publics », Art et Essai, visa d'exploitation no 30711 délivré le 19 août 1965

## Distribution
- Vivien Leigh (V.F : Claire Guibert) : Mary Treadwell
- Simone Signoret : La Contessa
- José Ferrer (V.F : Teddy Billis) : Siegfried Rieber
- Lee Marvin (V.F : Georges Aminel) : Bill Tenny
- Oskar Werner : Willie Schumann
- Elizabeth Ashley (V.F : Béatrice Brunel) : Jenny Brown
- George Segal (V.F : Marcel Bozzuffi) : David
- José Greco (V.F : Pierre Gay) : Pepe
- Charles Korvin : le capitaine Thiele
- Heinz Rühmann (V.F : Teddy Billis) : Julius Lowenthal
- Michael Dunn (V.F : Maurice Nazil) : le nain Glocken, narrateur
- Werner Klemperer : le lieutenant Huebner
- Alf Kjellin : Freytag
- Stanley Adams : le professeur Hutten
- John Wengraf : Graf
- BarBara Luna : Amparo
- Henry Calvin : Gregorio

## Production

### Casting
Simone Signoret : « Pour Lee Marvin, Ships of Fools fut la fin des seconds rôles, ça faisait vingt ans qu'il attendait. Pour George Segal, son premier film… À Hollywood, en 1964, il y avait des dîners que donnait Vivien Leigh dans cette grande maison qu’elle avait louée depuis Londres. Elle les voulait fastueux, ils l’étaient. […] Elle était aussi belle que du temps de Scarlett O'Hara, elle avait de cette ville des souvenirs fabuleux, elle s’y accrochait. En fin de soirée, la sono jouait le thème de Autant en emporte le vent, ça la rendait triste, mais elle le faisait exprès. D’une heure à l’autre, elle était pétillante ou désespérée. Elle était très malade. Ship of Fools fut son dernier film et elle y est prodigieuse. »

### Tournage
- Début des prises de vue : 22 juin 1964[1]. Le tournage s'achève le 8 septembre de la même année.
- Intérieurs : studios Columbia d'Hollywood (Californie)[1].
- Simone Signoret[4] : « Stanley Kramer avait fait installer sur le plateau du film un très beau fauteuil au nom de Spencer Tracy, et tous les matins vers neuf heures, le plus bel Irlandais à cheveux blancs de tout le cinéma américain venait prendre sa place de soi-disant superviseur et nous faisait mourir de rire… »

## Accueil
- AllMovie [5],[Note 1] : « Comme c'est souvent le cas chez Kramer, il a tendance à se concentrer plus qu'il ne le devrait sur ses objectifs que sur sa réalisation, et ses prétentions parfois « artistiques » ne font qu'ajouter des effets soap-opera à l'intrigue. Cependant, si vous ne vous laissez pas abuser par le ton sentencieux et les allégories ratées, vous trouverez un film très amusant et glacé de style hollywoodien, assez plaisant quoiqu'un peu long. Bien qu'une grande partie du dialogue soit artificielle, cela semble correspondre au style du film et permet à un certain nombre d'acteurs de premier ordre de démontrer leur talent. En effet, ce sont les acteurs — ainsi que l'excellente photographie d’Ernest Laszlo et une impressionnante machinerie — qui rendent les fous si agréables. Les premiers honneurs, dans une production globalement solide, vont à Simone Signoret, Oskar Werner, Vivien Leigh et Michael Dunn qui savent clairement sur quels boutons appuyer et n'hésitent pas à les pousser. […] C'est un mélodrame captivant et extrêmement divertissant. »
- Simone Signoret[4] : « À Hollywood en 1965, Stanley Kramer nous avait fait revenir, Oskar Werner et moi, pour la sortie du film. […] Les critiques étaient superbes, et, une fois de plus, il y avait de la nomination dans l’air (quelques mois après, Oskar, Vivien et moi fûmes effectivement nommés, mais ce coup-là on rata la statuette : ça ne faisait rien, on avait gagné Kramer). »

## Distinctions

### Récompenses
- NYFCC Award 1965 : prix du meilleur acteur à Oskar Werner.
- National Board of Review 1966 : prix du meilleur acteur à Lee Marvin.
- Oscars 1966 :
  - Oscar de la meilleure direction artistique à Robert Clatworthy, Joseph Kish ;
  - Oscar de la meilleure photographie noir et blanc à Ernest Laszlo.

### Nominations
- BAFTA Awards 1966 :
  - Oskar Werner nommé pour le British Academy Film Award du meilleur acteur ;
  - Simone Signoret nommée pour le British Academy Film Award de la meilleure actrice.
- Golden Globes 1966 : 
  - Film nommé pour le Golden Globe du meilleur film dramatique ;
  - Oskar Werner nommé pour le Golden Globe du meilleur acteur dans un film dramatique ;
  - Simone Signoret nommée pour Golden Globe de la meilleure actrice dans un film dramatique.
- Laurel Awards 1966 : Michael Dunn nommé pour le prix du meilleur acteur dans un second rôle (4e place).
- Oscars 1966 :
  - Abby Mann nommé pour l'Oscar du meilleur scénario adapté ;
  - Jean Louis et Bill Thomas nommés pour l'Oscar de la meilleure création de costumes ;
  - Michael Dunn nommé pour l'Oscar du meilleur acteur dans un second rôle ;
  - Oskar Werner nommé pour l'Oscar du meilleur acteur ;
  - Simone Signoret nommée pour l'Oscar de la meilleure actrice ;
  - Stanley Kramer nommé pour l'Oscar du meilleur film.
- Writers Guild of America 1966 : Abby Mann nommé pour le prix du meilleur scénario dramatique.